# Новата (Оклахома)
Новата (енгл. Nowata) град је у америчкој савезној држави Оклахома.

## Демографија
По попису из 2010. године број становника је 3.731, што је 240 (-6,0%) становника мање него 2000. године.
| Група             | 2000.         | 2010.         |
| Белци             | 2.760 (69,5%) | 2.308 (61,9%) |
| Афроамериканци    | 185 (4,7%)    | 159 (4,3%)    |
| Азијати           | 5 (0,1%)      | 6 (0,2%)      |
| Хиспаноамериканци | 47 (1,2%)     | 96 (2,6%)     |
| Укупно            | 3.971         | 3.731         |